# Y Eli Niê
Y Eli Niê (sinh ngày 8 tháng 1 năm 2001) là một cầu thủ bóng đá người Việt Nam, dân tộc Êđê đang chơi ở vị trí thủ môn cho Đông Á Thanh Hóa tại V.League 1.

## Tiểu sử
Sinh ra trong gia đình gồm có 7 anh em ở thành phố Buôn Ma Thuột, tỉnh Đắk Lắk, Y Eli Niê là một cầu thủ thi đấu trong đội hình trẻ của Câu lạc bộ bóng đá Đắk Lắk. Y Eli Niê giành chức vô địch tại Giải U-15 Quốc gia vào năm 2016 cùng đội U-15 của CLB Hoàng Anh Gia Lai và được bầu chọn là thủ môn xuất sắc nhất của giải đấu đó. Vào năm 2017, nhờ có màn trình diễn tốt cùng với đổi tuyển U-17 Đắk Lắk ở Giải U-17 Quốc gia, anh đã được gọi lên Đội tuyển U-18 Quốc gia. Sau đó, anh cùng U19 Việt Nam tham dự Giải vô địch bóng đá U-19 Đông Nam Á.

## Danh hiệu

### Hoàng Anh Gia Lai
- Giải bóng đá U15 quốc gia: 2016[2]